# 尼德奥 (萨克森州)
尼德奥（德語：Niederau）是德国萨克森州的一个市镇，隶属于迈森县。总面积为35.27平方千米，截至2020年总人口为4044人。